# Kanna Arihara
Kanna Arihara (有原栞菜, Arihara Kanna, née le 15 juin 1993 à Yokohama (Kanagawa, Japon) est une ex-idole japonaise et chanteuse de J-pop, membre du groupe °C-ute au sein du Hello! Project de 2006 à 2009. Depuis 2010, elle se produit comme actrice sous son seul prénom Kanna (栞菜, Kanna).

## Biographie
Kanna Arihara débute en 2004, sélectionnée pour faire partie du Hello! Pro Egg. En 2005 elle fait partie du groupe [[Tomoiki Ki wo 
Uetai]] qu'elle quitte en janvier 2006 pour rejoindre °C-ute, et est ainsi rattachée exceptionnellement au Hello! Project Kids.
Au temps des °C-ute (2005-2009) sa meilleure amie était Airi Suzuki mais depuis qu'elle a quitté les °C-ute c'est Erika Umeda
En juillet 2008, des photos d'elle en compagnie d'un possible petit ami (Ryosuke Hashimoto de Jhonny's Jr) sont publiées dans la presse à scandale, mais contrairement à une précédente membre de °C-ute dans la même situation deux ans auparavant, elle ne quitte pas le groupe. Elle est cependant mise en repos en février 2009 pour une durée indéterminée, officiellement à la suite d'une déformation du pied l'empêchant de danser (Hallux valgus), et annonce finalement son départ définitif du groupe et du Hello! Project en juillet 2009, sans la cérémonie d'adieu traditionnelle, pour continuer ses études.
Début 2010, elle refait surface en apparaissant dans le blog de Erika Umeda (également ex-°C-ute). En mai 2010, elle signe chez l'agence artistique Blue Rose, ouvre son blog officiel et prend le nom de scène Kanna. Depuis octobre 2010, elle enchaîne les rôles dans des pièces de théâtre.
Kanna est forte au jeu bras de fer elle le montre lors du Cutie Circuit 2007

## Groupes
- Hello! Pro Egg (2004–2005)
- Tomoiki Ki wo Uetai (2005–2006)
- °C-ute (2006–2009)

## Discographie avec C-ute
Singles
- 6 mai 2006 : Massara Blue Jeans
- 3 juin 2006 : Soku Dakishimete
- 9 juillet 2006 : Ōkina Ai de Motenashite
- 29 juillet 2006 : Wakkyanai (Z)
- 21 février 2007 : Sakura Chirari
- 11 juillet 2007 : Meguru Koi no Kisetsu
- 17 octobre 2007 : Tokaikko Junjō
- 27 février 2008 : Lalala Shiawase no Uta
- 20 mars 2008 : Koero! Rakuten Eagles
- 23 avril 2008 : Namida no Iro
- 30 juillet 2008 : Edo no Temari Uta II
- 26 novembre 2008 : Forever Love

Albums
- 25 octobre 2006 : Cutie Queen Vol. 1
- 18 avril 2007 : 2 Mini ~Ikiru to Iu Chikara~
- 12 mars 2008 : 3rd ~Love Escalation!~
- 28 janvier 2009 : 4 Akogare My Star

## Rôles

### Films
- 3 février 2011 : Hiromi-kun! Zenkoku sō Banchō e no Michi (ヒロミくん!全国総番長への道) : Shiratori Aiko
- 22 juillet 2011 : Joshikosei Tokumu Sousakan Nagi and Saya (女子高生特務捜査官) : Saya
- 2011 :『lacrimal』(court métrage) : Noda Saki
- 2011 : Gekiatsu ~Midsummers Etude~ (ゲキアツ〜真夏のエチュード〜) : Kosaka Mami
- 2011 : Jikuu Keisatsu Wecker ・Deadly Night Shade (時空警察ヴェッカー・デッドリーナイトシェイド) : Iris
- 2012 : Sūpu 〜 umarekawari no monogatari 〜 (スープ〜生まれ変わりの物語〜)
- 2013 : Battle Obu Hiromi-kun! 〜 The High School SAMURAI BOY〜 (バトル・オブ・ヒロミくん! 〜The High School SAMURAI BOY〜) : Shiratori Aiko
- 2013 : Real Jinrō Game (リアル人狼ゲーム) : Shimano Naoko
- 2013 : Gewalt (ゲバルト) : Genba Ruiko
- 3 octobre 2014 : Hiromi-kun! 3 〜 Osoroshi yama no bōrei banchō 〜 (ヒロミくん! 3 〜恐ろし山の亡霊番長〜) : Shiratori Aiko

### Théâtre
avec Alice In Project
- 15 octobre 2010 : ALICE in Deadly School (アリスインデッドリースクール) : Takeuchi Tamako
- 1-16 novembre 2011 : Jikū keisatsu Wecker x Noel Cendre (時空警察ヴェッカーχ ノエルサンドレ) : Yamane Ami
- 21-25 novembre 2012 : Last Holiday 〜 Owaranai Uta 〜 (ラスト ホリディ 〜終わらない歌〜) : Mikazuki Maho
- 18-23 décembre 2012 : Sengoku kōrin GIRL (戦国降臨GIRL) : Mutsuma Saeko
- 22 mars 2013 : ALICE in Deadly School Alternative (アリスインデッドリースクール オルタナティブ) : Takeuchi Tamako
- 3-7 juillet 2013 : Sengoku kōrin girls (戦国降臨ガールズ) : Mutsuma Saeko
- 14-18 août 2013 : Jikū keisatsu Wecker - 1983 (時空警察ヴェッカー1983) : Jikū Keijirei/ Nakao Tsubara
- 28 mai - 1er juin 2014 : Copyright. : Haake Katamari Tatara
- 29 octobre - 3 novembre 2014 : Sengoku kōrin girl・ReBirth (戦国降臨ガール・ReBirth) : Mutsuma Saeko
- 17-21 décembre 2014 : Seven Friends, Seven Minutes (セブンフレンズ・セブンミニッツ) : Yajima Asahiyo
- 12-23 août 2015 : ALICE in Deadly School Beyond (アリスインデッドリースクール ビヨンド) : Sumi O Yū
- 22,24, 25 octobre 2015 : Shin・Sengoku kōrin girl (新・戦国降臨ガール) : Mikado
- 6-11 janvier 2016 : Quantum Dolls 〜 ryōshi kyōkai no yūho-sha 〜 (クォンタム・ドールズ 〜量子境界の遊歩者〜) : Asamiya Mayumi

avec Flying Trip Project
- 3-6 février 2011 : Rakka Girl (落下ガール) : Akita Shizuka
- 10,12,14 août 2011 : Stranger than Paradise ~Deep Love~ (Stranger than Paradise 〜深愛〜) : Nikaidō Reiko
- 11-15 janvier 2012 : Soraio Drop (空色ドロップ) : Tsuda Sakura
- 12 avril 2012 : Gekka no Orchestra (月下のオーケストラ) : Ōmori Shinobu
- 7-11 mars 2013 : Rakka Girl (落下ガール) : Nakano Mayumi

avec A☆ct Stage
- 22-27 mai 2012 : Momotarō gaiden 〜Rise Up Hero〜 (桃太郎外伝〜ライズアップヒーロー!〜) : Ibaraki Suna Kiko (Héroïne)
- 9 août 2013 : ASU : Nagini
- 23 décembre 2013 : Samurai Cowboy (サムライカウボーイ)

avec Shizu☆Geki
- 4-8 mars 2015 : Susume! Harukawa joshi kōkō (進め! 春川女子高校) : Miura na Minorubi
- 8-12 juillet 2015 : Susume! Harukawa joshi kōkō 2 〜 Harujo no nanafushigi 〜 (進め! 春川女子高校2 〜ハルジョの七不思議〜) : Miura na Minorubi

Autres
- 22-26 juin 2011 : VAMPIRE HUNTER : ベアティトゥード (Héroïne)
- 13-18 septembre 2011 : Kimi wa Shiranai (キミハ・シラナイ) : Kawasaki Yuki (Héroïne)
- 5 mars 2012 : Shin shichiyūdensetsu "kiraboshi ★ ten'nyo" (新・七夕伝説「煌星★天女」) : guest
- 18-22 avril 2012 : Sorarine (ソラリネ) : Shirayuki-hime (Héroïne)
- 19-29 juillet 2012 :  Namida no dry martini girls ni rival shutsugen!?〜(GO,JET!GO!GO!Vol.5 〜涙のドライマティーニ ガールズにライバル出現!?〜) : Mizuki
- 17-21 avril 2013 : Henachoko Venus (へなちょこヴィーナス)
- 5-9/14-16 juin 2013 : SING! : Hazama Akira Rika
- 13-17 novembre 2013 : Wakasa Hime monogatari - Tanegashima kara mirai e (若狭姫物語 -種子島から未来へ) : Wakasa hime
- 6-9 décembre 2013 : Crossing, Christmas, Clearance. : Alfred・Haine-yaku/firu・Hain
- 6-17 février 2014 : Kōfuku (happiness) record (幸福（ハピネス）レコード) : Nishio Setsuna
- 21-22 février 2014 : Nekketsu seishun gasshō monogatari “dream crescendo !!!” Dai 1-shō (熱血青春合唱物語『ドリームクレッシェンド!!!』第1章) : Kanna Sensei (caméo)
- 12-16 mars 2014 : Kaminari gaoka ni yukigafuru (雷ヶ丘に雪が降る) : Hatsuhana (Héroïne)
- 9-13 avril 2014 : Gyakuten saiban 〜 gyakuten no spotlight 〜 (逆転裁判 〜逆転のスポットライト〜) : Sandaiji Yumeko
- 16-21 juillet 2014 : Kizame, ware ga hada ni-kun no ibuki o (刻め、我ガ肌ニ君ノ息吹ヲ) : Tokiwa
- 1-5 octobre 2014 : Pirates of the Desert 2 〜 akatsuki-koku no rōgoku 〜 (Pirates of the Desert 2 〜アカツキ国の牢獄〜) : Claire/Kurea
- 30 janvier - 1er février 2015 : Nostalgia Note "hishō" (Nostalgia Note「飛翔」) : Mamiya Yōko
- 2-6 mai 2015 : Ryūrōden (龍狼伝) : Izumi Masumi (Héroïne)
- 17-21 juin 2015 : Rondon kage kitan Sherlock Holmes 〜 ginpatsu no shisha to nana-ri no yōgi-sha 〜 (倫敦影奇譚シャーロック・ホームズ 〜銀髪の使者と七人の容疑者〜) : ハティ・ホワイトシェル
- 11-15 novembre 2015 : ToRow 〜 ni-biki no ōkami 〜 (ToRow 〜二匹の狼〜) : Izumi
- 9-13 décembre 2015 : Sakuramau yoru,kun sō fu (桜舞う夜、君想ふ) : Sakura (Héroïne)

### Internet
- Juin 2011 - Avril 2012 : New BanPresto News (バンプレちゃんねる) (présentatrice)
- Juillet 2012 : Clip de ame nochi hare du groupe Idol College (ja)

## Produits en solo
DVD
- 27 janvier 2011 : Smile Again
- 22 juin 2011 : Ano Toki

Photobook
- 18 décembre 2010 : Kanna (栞菜 (かんな))